# Anton Schmid
Anton Schmid (Vienna, 9 gennaio 1900 – Vilnius, 13 aprile 1942) è stato un militare austriaco.
Era un coscritto della Wehrmacht ed è ricordato per aver salvato centinaia di ebrei tra il 1940 e il 1942. Pagò con la vita l'aiuto portato alle vittime dell'olocausto.
Arruolato nella Reichswehr nel 1931, otterrà il grado di sergente (Feldwebel). Nell'autunno 1941, il suo reggimento si ferma a Vilnius.
Schmidt permise a trecento ebrei del ghetto di Vilnius di fuggire verso la Bielorussia. Viene però arrestato nel mese di febbraio dell'anno 1942.
Il 25 febbraio 1942 si apre il processo durante il quale viene accusato di aver fatto scappare degli ebrei dal ghetto di Vilnius. Sarà condannato a morte e il 13 aprile 1942 la sentenza viene applicata.
Nel 1964 viene nominato Giusto tra le nazioni dallo Yad Vashem.